# 被時代選中的我們
《被時代選中的我們》是由多個傳媒人四出訪問而整理的人物訪問集，內容為雨傘運動一個月期間的故事，並且書中的受訪者是運動中未必起眼的小人物。
此書榮登過誠品香港2015年度TOP100暢銷書榜、序言書室2015年3月銷售排行榜第一名。

## 出版原因
《被時代選中的我們》策劃人－木，在雨傘運動中期，開始無事可做，自感當時每日去金鐘坐好像並未有盡己所能，未算為運動出力，所以就思考一下如何辦事，由於他有一群「講得又寫得」的舊同學，他們當中有不少是記者，於是提議出版一本書，以人為經，以事為緯，紀錄運動每一日的發展，為歷史留個正確的紀錄。

## 評價
- 末代港督彭定康越洋推薦這本書時寫道：「香港在人類的尊嚴，以及公義法律底下不屈的自由目標，寫下了新的一頁」。
- 葉德嫻在推薦這本書時寫道：「讓我借用魯迅先生的名句——願中國青年都擺脫冷氣，只是向上走，不必聽自暴自棄者的話」。[6]

## 版税運用
這本書的版税會捐予香港中文大學新聞與傳播學院，協助新聞與傳播學院培養更多有志辦事的人，做更多無法致富，但自己相信的事。